# Robin Gustavsson
Robin Gustavsson, född 25 september 1942 i Verum utanför Vittsjö, är en svensk kristdemokratisk politiker och tidigare polischef, poliskommissarie. Han var kommunalråd i Hässleholms kommun efter den politiska krisen 2017 fram till valet 2018, där han valdes till ersättare till kommunalrådet och kommunstyrelsens ordförande Lars Johnsson . Han har tidigare varit ordförande i Socialnämnden, Omsorgsnämnden och Fritidsnämnden.
Robin Gustavsson har en lång historia både som polis i operativ och chefsposition, i Stockholm och Skåne. Före pension var Robin chef för närpolisen och planeringsstaben med Kristianstad som bas. Han har också varit ordförande i landets polischefsbefattning. 
2002 valdes Robin Gustavsson till gruppledare för Kristdemokraterna. Under sin tid i kommunpolitiken var han flerårigt förtroendevald som ordförande för omsorgsnämnden, socialnämnden och fritidsnämnden. Han satt även i kommunstyrelsen, kommunfullmäktige och ledde bland annat den stora utredningen och styrgruppen om nytt Ungdomens hus .